# Jamal Hairane
Jamal Hairane (né le 26 mai 1993) est un athlète qatarien, spécialiste du 800 m.

## Carrière
Son meilleur temps est de 1 min 47 s 61 obtenu dans le Stade olympique de Barcelone le 13 juillet 2012. En 2014, il remporte la médaille de bronze aux Jeux asiatiques de 2014, après être arrivé initialement sixième, les trois premiers à avoir franchi la ligne ayant été disqualifiés après la course.
Son record personnel sur 800 m est de 1 min 46 s 16 à Leuven (Kessel-Lo) le 8 août 2015, tandis que sur 1 500 m, il est de 3 min 38 s 00.

## Palmarès
| Date | Compétition                  | Lieu        | Résultat | Épreuve   | Temps         |
| ---- | ---------------------------- | ----------- | -------- | --------- | ------------- |
| 2012 | Championnats d'Asie juniors  | Colombo     | 3e       | 1 500 m   | 3 min 48 s 11 |
| 2014 | Jeux asiatiques              | Incheon     | 3e       | 800 m     | 1 min 48 s 25 |
| 2015 | Championnats d'Asie          | Wuhan       | 7e       | 800 m     | 1 min 53 s 76 |
| 2016 | Championnats d'Asie en salle | Doha        | 2e       | 800 m     | 1 min 48 s 05 |
| 2017 | Relais mondiaux de l'IAAF    | Nassau      | 6e       | 4 x 800 m | 7 min 28 s 25 |
| 2017 | Championnats d'Asie          | Bhubaneswar | 2e       | 800 m     | 1 min 49 s 94 |
| 2017 | Championnats d'Asie          | Bhubaneswar | 2e       | 1 500 m   | 3 min 46 s 90 |
| 2017 | Jeux asiatiques en salle     | Achgabat    | 1er      | 800 m     | 1 min 49 s 33 |
| 2017 | Jeux asiatiques en salle     | Achgabat    | 2e       | 4 x 400 m | 3 min 12 s 58 |
| 2018 | Jeux asiatiques              | Jakarta     | 6e       | 800 m     | 1 min 49 s 05 |
| 2018 | Coupe continentale           | Ostrava     | 6e       | 800 m     | 1 min 47 s 93 |
| 2019 | Championnats d'Asie          | Doha        | 3e       | 800 m     | 1 min 47 s 27 |

## Records
| Épreuve | Épreuve   | Performance   | Lieu       | Date            |
| ------- | --------- | ------------- | ---------- | --------------- |
| 800 m   | Plein air | 1 min 45 s 67 | Nivelles   | 23 juin 2018    |
| 800 m   | En salle  | 1 min 48 s 05 | Doha       | 21 février 2016 |
| 1 500 m | Plein air | 3 min 37 s 92 | Padoue     | 16 juillet 2017 |
| 1 500 m | En salle  | 3 min 43 s 47 | Mondeville | 6 février 2016  |